# Lysetjärnen (Nössemarks socken, Dalsland)
Lysetjärnen är en sjö i Bengtsfors kommun och Dals-Eds kommun i Dalsland och ingår i Göta älvs huvudavrinningsområde. Sjön har en area på 0,348 kvadratkilometer och ligger 143,7 meter över havet. Sjön avvattnas av vattendraget Tassbyälven (Kesnacksälven).

## Delavrinningsområde
Lysetjärnen ingår i det delavrinningsområde (655966-128049) som SMHI kallar för Utloppet av Lyssetjärn. Medelhöjden är 181 meter över havet och ytan är 8,2 kvadratkilometer. Det finns inga avrinningsområden uppströms utan avrinningsområdet är högsta punkten. Tassbyälven (Kesnacksälven) som avvattnar avrinningsområdet har biflödesordning 3, vilket innebär att vattnet flödar genom totalt 3 vattendrag innan det når havet efter 234 kilometer. Avrinningsområdet består mestadels av skog (88 procent). Avrinningsområdet har 0,87 kvadratkilometer vattenytor vilket ger det en sjöprocent på 10,6 procent.